# Sweet home adabana 2005
『sweet home adabana 2005』（スウィート ホーム アダバナ 2005）は、GRAPEVINEのライブDVD。2006年4月5日にポニーキャニオンより発売。

## 概要
『GRAPEVINE LIVE 2001 NAKED FILM』以来約4年ぶり通算2枚目となるライブ映像集。2005年に行われたツアー『sweet home adabana』より、2005年11月25日にZepp Tokyoで行われた東京公演から21曲が収録されている。

## 収録曲
1. 13/0.9
2. Reverb
原曲よりもチューニングが半音上げた状態で演奏されている。
3. シスター
4. いけすかない
5. 少年
6. それを魔法と呼ぶのなら
7. 放浪フリーク
8. Metamorphose
9. REW
10. 豚の皿
11. VIRUS
12. KINGDOM COME
13. ポリゴンのクライスト
14. アダバナ
15. アンチ・ハレルヤ
16. lamb
「Reverb」同様半音上げでの演奏。
17. その未来
18. GRAVEYARD
19. スカイライン
ここからアンコールに入る。
つじあやのがコーラスとして参加。
20. 光について
ここからダブルアンコールとなる。
21. Everyman,everywhere

## ライブ当日のセットリスト
- 太文字はDVD未収録音源。

1. 13/0.9
2. Reverb
3. シスター
4. いけすかない
5. 少年
6. それを魔法と呼ぶのなら
7. 放浪フリーク
8. リアリティ
9. 公園まで
10. Metamorphose
11. REW
12. 豚の皿
13. VIRUS
14. KINGDOM COME
15. ポリゴンのクライスト
16. アダバナ
17. 100cc
18. アンチ・ハレルヤ
19. Suffer the child
20. lamb
21. その未来
22. GRAVEYARD

EN1
1. BREAKTHROUGH
2. ミスフライハイ
3. Shiny Day[2]
4. スカイライン

EN2
1. 光について
2. Everyman, everywhere